# Urgel-Eugène Archambault
Urgel-Eugène Archambault (L'Assomption, Canadá Inferior, 20 de maio de 1834 – Montreal, 20 de março de 1904) foi um professor e administrador acadêmico de Quebec. Fundou a École polytechnique de Montréal em 1873 e foi seu primeiro diretor, permanecendo no cargo por 31 anos até sua morte.

## Biografia
Filho d fazendeiro Louis Archambault. Cresceu na vila de Saint-Jacques-de-l'Achigan, onde a família se estabeleceu no início da década de 1840, e começou a ensinar aos 17 anos. Em 1 de outubro de 1860 casou-se com Marie-Phélonize-Azilda Robitaille. Tiveram 11 filhos, cinco dos quais morreram antes de atingir a idade adulta.